# Église Notre-Dame de Fleuriel
L'église Notre-Dame est une église située à Fleuriel, en France.

## Localisation
L'église est située sur la commune de Fleuriel, dans le département français de l'Allier.

## Historique
L'édifice est classé au titre des monuments historiques en 1954.